# Дніпровський ліцей №22 ДМР
Дніпровський ліцей № 22 Дніпровської міської ради (англ. Dnipro Lyceum №22 of the Dnipro City Council) — освітній заклад, розташований у Центральному районі міста Дніпра за адресою вул. Міського Лісу, 57 (стара назва - вул. Нахімова, 57). Ліцей спеціалізується на поглибленому вивченні іноземних мов і надає навчання для здобувачів освіти з 5 по 11 класів. Викладання предметів здійснюється українською мовою. Вступ до ліцею проходить на конкурсній основі, яка включає тестування, що забезпечує відбір найкращих здобувачів.
Ліцей надає високоякісну освіту та підготовку до міжнародних викликів та можливостей. Захопливі та різноманітні програми вивчення іноземних мов забезпечують здобувачам освіти можливість отримати навички, які необхідні для спілкування та роботи з людьми з різних країн світу.

## Адміністрація навчального закладу[4]
- Директор: Ткач Наталія Владилинівна
- Заступник директора з навчально-виховної роботи: Данилова Римма Леонідівна
- Заступник директора з навчально-виховної роботи: Миронова Ірина Володимирівна
- Заступник директора з питань вивчення іноземної мови: Воронкіна Ганна Ігорівна
- Заступник директора з навчально-виховної роботи: Трактинська Ольга Юріївна
- Заступник директора з господарської роботи: Вантула Олена Сергіївна

## Історія
[ред. | ред. код]
- Школа заснована в 1981 році
- 2013 р.— Назва: Комунальний заклад освіти «Спеціалізована середня загальноосвітня школа № 22 з поглибленим вивченням іноземної мови» Дніпропетровської міської ради
- 2023 р.— Школа реорганізована в Дніпровський ліцей №22 ДМР Дніпропетровської міської ради

## Напрями та профілі закладу[5]
Суспільно-гуманітарний напрям: іноземні мови
- філологічний профіль з поглибленим вивченням англійської мови (друга мова — німецька або французька)
- філологічний профіль з поглибленим вивченням німецької мови (друга мова — англійська або французька)
- філологічний профіль з поглибленим вивченням французької мови (друга мова — англійська або німецька

## Співпраця[6]
- National Geographic Learning
- Національний технічний університет «Дніпровська політехніка»
- Університет митної справи та фінансів[7]
- КЗПО «Центр позашкільної освіти» ДОР

## Міжнародні зв'язки
[ред. | ред. код]
- Microsoft Education
- Generation Global

## Контактні дані[8]
- Адреса: вул. Міського Лісу, 57
- Графік роботи директорки закладу: понеділок – п’ятниця (09.00-17.30)